# Jamsillaru
Estación Jamsillaru(Jamsillaru-yeok) es una estación de la Línea 2 del Metro de Seúl, y está localizada en Songpa-gu, Seúl. Hacia el norte está conectada con la Estación Gangbyeon a través del Puente Gangbyeon, y por la dirección opuesta se entra al sótano para llegar a la Estación Jamsil.

## Historia
- 31 Oct 1980: La apertura de la estación